# Léon Cohen
Pour les articles homonymes, voir Cohen.
Léon Cohen ( grec moderne : Λεών Κοέν ; né le 15 janvier 1910 à Thessalonique, Grèce et mort en août 1989 à Bat Yam, Israël ), était un survivant juif d'Auschwitz. Il a été membre du Sonderkommando à Birkenau de mai à novembre 1944. Il était l'un des trois seuls membres du Sonderkommando à avoir écrit ses mémoires après la guerre avec Filip Müller et Marcel Nadjari. Il a participé à la préparation du soulèvement du Sonderkommando.

## Biographie
Le père de Leon Cohen était un marchand aisé et prospère, qui importait des marchandises d'Allemagne et d'Autriche et entretenait des relations commerciales avec de petits marchands à Bruxelles.
Léon Cohen avait deux sœurs, Agnès et Margot, et un frère, Robert. Il est allé à l'école de commerce Léon Gatenyo, une institution franco-allemande, où il reçut une solide éducation française et apprit les belles lettres. Après avoir obtenu son diplôme, il a d'abord travaillé à la foire internationale de Thessalonique. Plus tard, il a travaillé pour Decca Records, une entreprise qui vendait des disques et des postes de radio.
Avant l'occupation, il était fournisseur officiel du ministère grec de la Défense. Plus tard, il a été enrôlé dans l'armée grecque.
Il est arrêté en 1942, comme des milliers de jeunes hommes juifs, et envoyé à la prison allemande de Thessalonique, d'où il s'évade.
Le 15 janvier 1943, il épousa sa première femme, Germaine Perahia, la fille de Yehoshua Perahia, propriétaire de la Bank Union (avec Joseph Nehama) à Thessalonique.
La plupart des Juifs de Thessalonique ont été parqués par les Nazis dans deux ghettos, dont il parvint à s'échapper avec sa femme.
Mais arrivé à Athènes, il fut arrêté par les Allemands, tandis que sa femme et ses parents se cachaient, et envoyé à Haidari.

### Expériences à Auschwitz

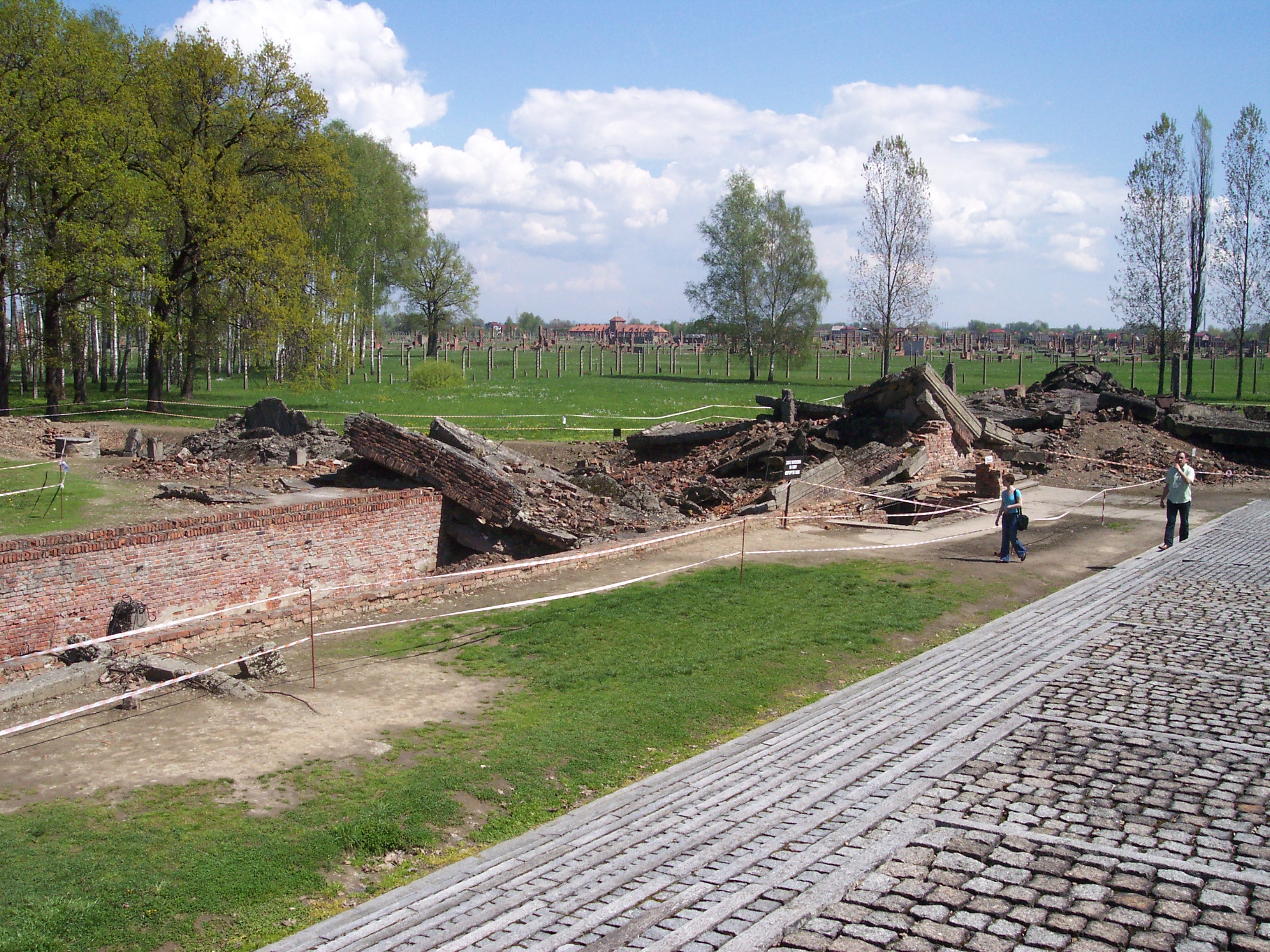
Ruine du Crematorium III à Birkenau

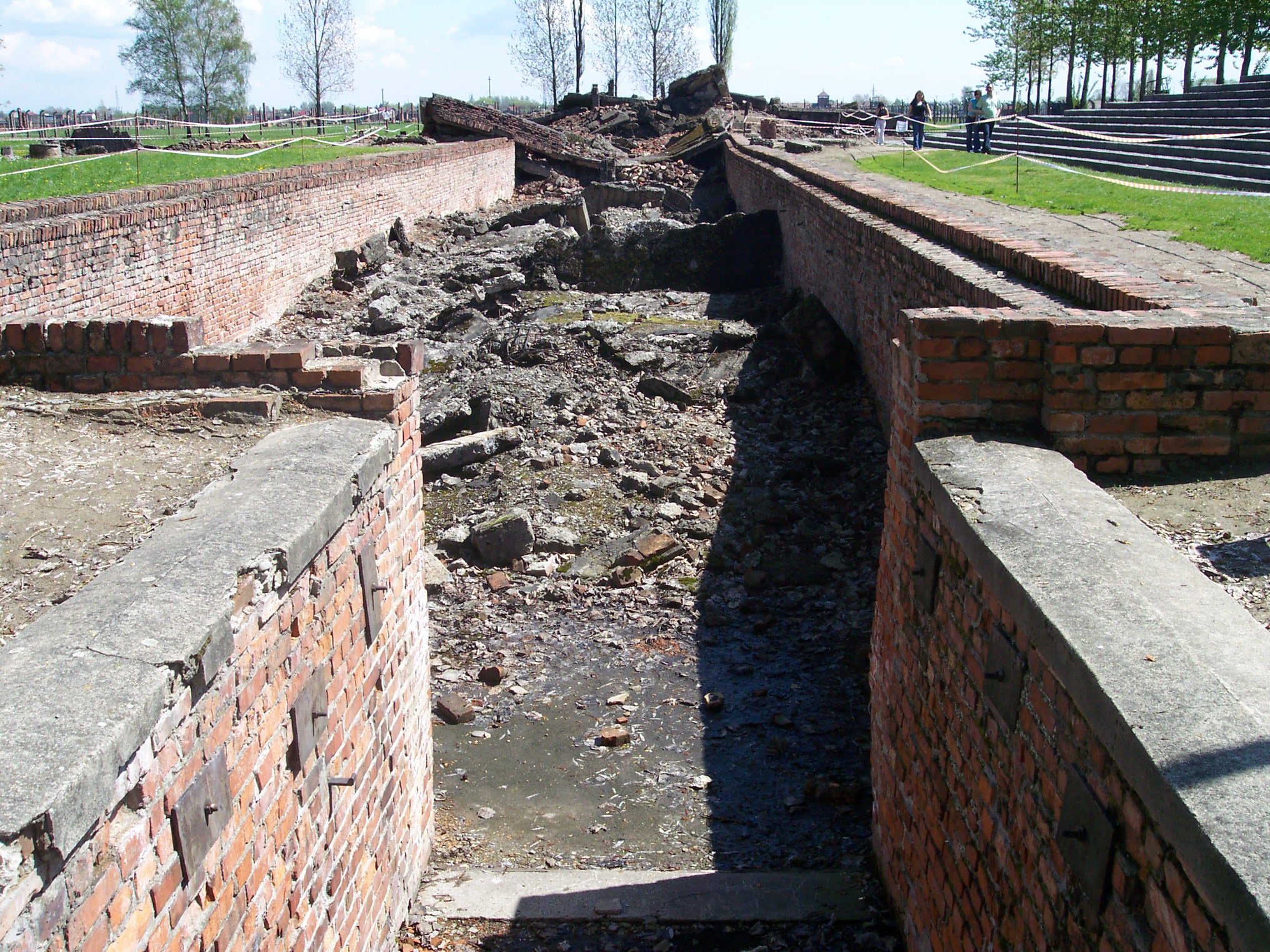
Entrée au Crematorium III de Birkenau

Il est déporté d'Athènes, le 2 avril 1944, et arrive à Auschwitz, le 11 avril. Sa mère et sa sœur cadette Margot, qui était enceinte, furent assassinées dès leur arrivée.
Cohen est l'un des 320 hommes grecs sélectionnés pour le travail (numéros de série de 182440 à 182759). Son numéro est le 182492.
Il disposait d'un atout vital, parler allemand, alors que la plupart des Juifs séfarades de Thessalonique ne parlaient que le grec, le ladino, l'italien ou le français. De ce fait, les séfarades étaient la plupart du temps isolés dans le camp, en particulier par rapport aux autres Juifs qui parlaient majoritairement en yiddish.
Après avoir passé deux jours dans le Sauna de Birkenau, lui et les autres hommes grecs ont vécu en quarantaine, dans le bloc 12, du 13 avril au 11 mai. Puis, il a été sélectionné, avec 100 Grecs, pour faire partie du Sonderkommando.
Après quelques jours dans les fosses de crémation du Bunker 2 et au Crematorium IV, il a été définitivement affecté au Crematorium III en tant que « dentiste » ou Zähnekontrolle (c'est-à-dire examiner la bouche des personnes qui ont été assassinées et arracher leurs dents en or),.
Il assiste à la destruction des juifs hongrois, durant l'été 1944, à l'évacuation définitive du camp familial (du 10 au 12 juillet) et au gazage des gitans début août.
Comme de nombreux témoins, il se souvient de la cruauté du Hauptscharführer Otto Moll.
Au Crematorium III, il rencontre le peintre français David Olère et est très proche de l'industriel français Hersz Strasfogel.
Il participe à la préparation du soulèvement du Sonderkommando, prévu pour le 7 octobre 1944, aux côtés de Yaacov Kaminski, Lemke Chaïm Pliszko, Dawid Kotchak, Giuseppe Baruch, Leibl Paul Katz, Marcel Nadjari et Alberto Errera. Mais, le moment venu, les prisonniers du Crematorium III ne purent participer à la rébellion et furent rapidement encerclés par les Allemands.
Au moment de l'arrêt des chambres à gaz, à la mi-novembre 1944, Cohen et ses camarades sont enrôlés dans l'Abbruchkommando Krematorium, c'est-à-dire l'unité chargée de la démolition des Crematoriums (environ 70 prisonniers).
Le 18 janvier 1945, les SS ont commencé à évacuer Auschwitz et les quelques milliers de détenus en état de marcher ont été évacués du camp lors d'une marche de la mort. Alors que les membres du Sonderkommando n'aient pas été autorisés à se mêler aux autres détenus et à quitter le camp, Cohen et d'autres membres du Sonderkommando se sont mêlés à la foule de prisonniers (une centaine de membres du Sonderkommando se sont ainsi échappés du camp).
Il est envoyé au camp de Mauthausen, puis vers ceux de Melk, Linz, Gusen et Ebensee dont il est libéré, le 6 mai 1945, par la 80e division d'infanterie de l'armée américaine. Presque mort, il est soigné à l'hôpital (entre 40 et 50 anciens membres du Sonderkommando ont survécu après la libération des camps).

### Après Auschwitz
Il retourna à Thessalonique, en août 1945. Il a eu deux enfants, Lily et Jean-José,.En 1946, il rencontre à Paris la fille de Hersz Strasfogel, membre du Sonderkommando devenu un ami proche et tué lors d'une Selektion en novembre 1944 par les Allemands et à qui il avait promis de rendre visite à sa famille s'il survivait.
En 1972, il s'installe en Israël à Bat Yam avec sa seconde épouse.
Il a été interviewé trois fois par l'historien israélien Gideon Greif  et a écrit un livre en français : De la Grèce à Birkenau, le soulèvement des ouvriers des crématoires . Il n'a reçu aucune réparation de l'Allemagne, en raison de  lenteurs bureaucratiques ou de négligence.
Sa santé se détériora et il mourut en 1989 à Bat Yam.
Des extraits sélectionnés de son livre sont apparus en hébreu dans la revue Pe'amim  en 1986 et une édition anglaise de ses mémoires est sortie en 1996. Malheureusement, le manuscrit original en français est perdu et il manque à cette édition le début en Grèce et la fin à Mauthausen.
Leon Cohen est mentionné par de nombreux survivants : Ya'akov Gabbai, Shaul Chazan, Shlomo Dragon, Jozef Sackar, Marcel Nadjari, Daniel Bennhamias, Jacques Stroumsa  et Shlomo Venezia.